# Marge’s Son Poisoning
«Marge’s Son Poisoning» (с англ. — «Отравление сына Мардж») — пятая серия семнадцатого сезона мультсериала «Симпсоны». Впервые вышла в эфире американской телекомпании Fox 13 ноября 2005 года.

## Сюжет
Семья находится в Райском пирсе, где колесо обозрения, на котором Мардж всю жизнь мечтала проехаться, но узнаёт, что его демонтируют, продавая часть своего оборудования. Гомер покупает гантель, а Мардж получает велосипед-тандем.
Когда Мардж хочет взять велосипед на прогулку, она обнаруживает, что ни Гомер, ни Барт, ни Мэгги не желают присоединиться к ней. Она пробует ездить самостоятельно и неоднократно падает. Понимая, что его мать может быть одинокой, Барт предлагает поехать с ней. Они едут в неинкорпорированную часть страны и находят небольшую деревню с чайным домом. Позже чайный дом закрывается навсегда из-за плохой санитарии, заставляя Барта пригласить свою мать на чаепитие в его домике на дереве.
Мардж ремонтирует домик, и пара идёт в торговый центр, чтобы получить новый чайный сервиз; Барт получает сервиз клоуна Красти. Вне магазина хулиганы Джимбо, Дольф и Керни обвиняют Барта в том, что он — маменькин сынок, что заставляет мальчика восстать против матери. Мардж впадает в депрессию и в конечном итоге продает велосипед шефу Виггаму, Эдди и Лу.
Чувствуя себя плохо, Барт предлагает Мардж в команде с ней участвовать в школьном конкурсе караоке. Увидев чрезмерную близость директора Скиннера и его матери, Мардж видит в этом ужасное будущее Барта. Она останавливает шоу, чтобы Барт знал, что он может найти свой собственный образ жизни и что он не должен беспокоиться о ней, потому что это её работа — беспокоиться о нём. Чтобы всё было лучше, она даёт ему огнетушитель, чтобы он специально распылил перед аудиторией, в том числе хулиганов, которые дразнили его.
Между тем, у Мо, Гомер демонстрирует силу своей правой руки, которую он накачал гантелями. У Мо появляется идея о том, как извлечь выгоду из этого — Гомер участвует в чемпионатах по армрестлингу, где Гомер охотно выигрывает главный приз (возмещение вступительного взноса за участие в размере 50 долларов), но обнаруживает, что он действительно скучает по своей жене.

## Показ
Во время премьеры на канале Fox, состоявшейся 13 ноября 2005 года, эпизод просмотрели 11,64 млн человек.

## Отзывы
Райан Будке из «The Huffington Post» похвалил этот эпизод, отметив: «Хотя этот эпизод был не самым лучшим в этом сезоне, он всё же был замечательным — и куда лучше, чем большинство серий за последние пару лет».